# Crosne du Japon
Stachys affinis
Pour les articles homonymes, voir Crosne.
Espèce
Classification APG IV (2016)
Le crosne ou crosne du Japon (Stachys affinis) est une espèce de plantes à fleurs de la famille des lamiacées. C'est une plante herbacée originaire du Nord-Ouest de la Chine et cultivée pour ses tubercules comestibles. Le terme désigne aussi ses tubercules, parfois consommés comme légumes. C'est l'un des rares légumes de la famille des lamiacées, qui rassemble par ailleurs de nombreuses plantes condimentaires, médicinales et mellifères (par exemple la menthe, l'origan ou la mélisse). Cette plante doit son nom à la ville de Crosne, dans l'Essonne, où elle fut pour la première fois cultivée en France en 1882 par A. Paillieux et D. Bois.

## Description

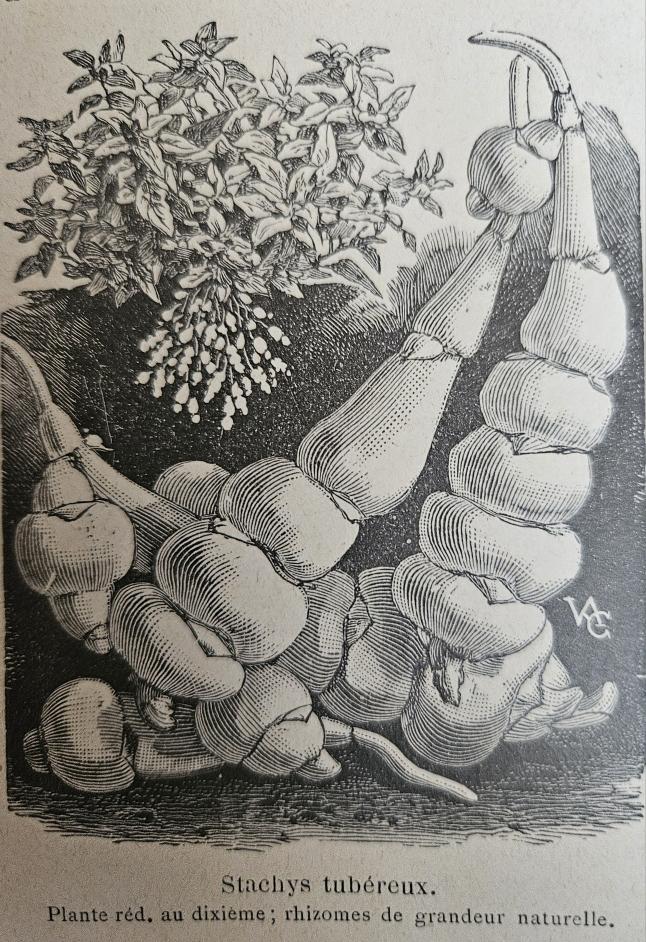
Illustration de Stachys tubéreux de Les Plantes potagères Vilmorin - Andrieux 1925.

Le crosne du Japon est une plante herbacée, vivace par ses tubercules, formant des touffes de 30 à 40 cm de haut. Il présente les caractères typiques des Lamiacées : tiges à section rectangulaire, feuilles opposées décussées (c'est-à-dire que chaque étage est perpendiculaire par rapport au précédent). Les pétioles sont relativement longs, le limbe rugueux et denté sur les bords.
Les fleurs, du type labié, sessiles, sont groupées en inflorescences serrées en forme de faux verticilles. La corolle est de couleur rose pourpre. La floraison est assez rarement observée en France.
Les tubercules, très contournés, en chapelet, de couleur blanc nacré, assez petits (quelques centimètres de long) se forment, comme dans le cas de la pomme de terre, sur des tiges souterraines qui portent une succession de renflements. Ces tubercules ne se conservent pas longtemps à l'air libre et se flétrissent et pourrissent très rapidement.

## Culture
Les crosnes sont cultivés pour la consommation comme une plante annuelle sous des latitudes supérieures à 30°, en France depuis 1882. Cette plante figure sous le nom de Choro-gi dans le catalogue proposé par Vilmorin et son beau-père Pierre Andrieux (botaniste du roi) qui la vendaient en 1886 par paquets de 10 ou 100 tubercules ;  ce catalogue précise que la plante a été introduite en France par Auguste Paillieux ; et qu'« ils constituent un excellent aliment, soit confits au vinaigre, soit frits dans la pâte, ou préparés comme les flageolets ».
La plantation se fait au printemps (début avril). On plante des rhizomes à 40 cm d'intervalle et 8 à 10 cm de profondeur. Le tubercule se forme quand les jours sont courts (durée d'éclairement inférieure à 10 heures). La récolte se fait quand les plants sont desséchés et se poursuit tout l'hiver au fur et à mesure des besoins. Elle commence à partir de novembre à Paris, mi-janvier à Lisbonne, Tunis. Les tubercules sont sensibles au gel.
La plante requiert un sol bien exposé, plutôt sablonneux et pas trop humide.
Sa culture est difficilement mécanisable et pénalisée par une virose endémique. Grâce à la culture in vitro menée en 1979-1980, le laboratoire de l'École nationale des ingénieurs des techniques agricoles et horticoles obtiendra des clones sains et multipliera ainsi le rendement par quatre. Mais le virus se réinstalle facilement et il est nécessaire de planter des tubercules sains.
En France, le crosne est maintenant cultivé dans la Somme, dans le Val de Loire, dans la région parisienne, en Bretagne et en Bourgogne. De 2 à 3 hectares cultivés en 1975, les cent hectares sont maintenant dépassés.

## Utilisation

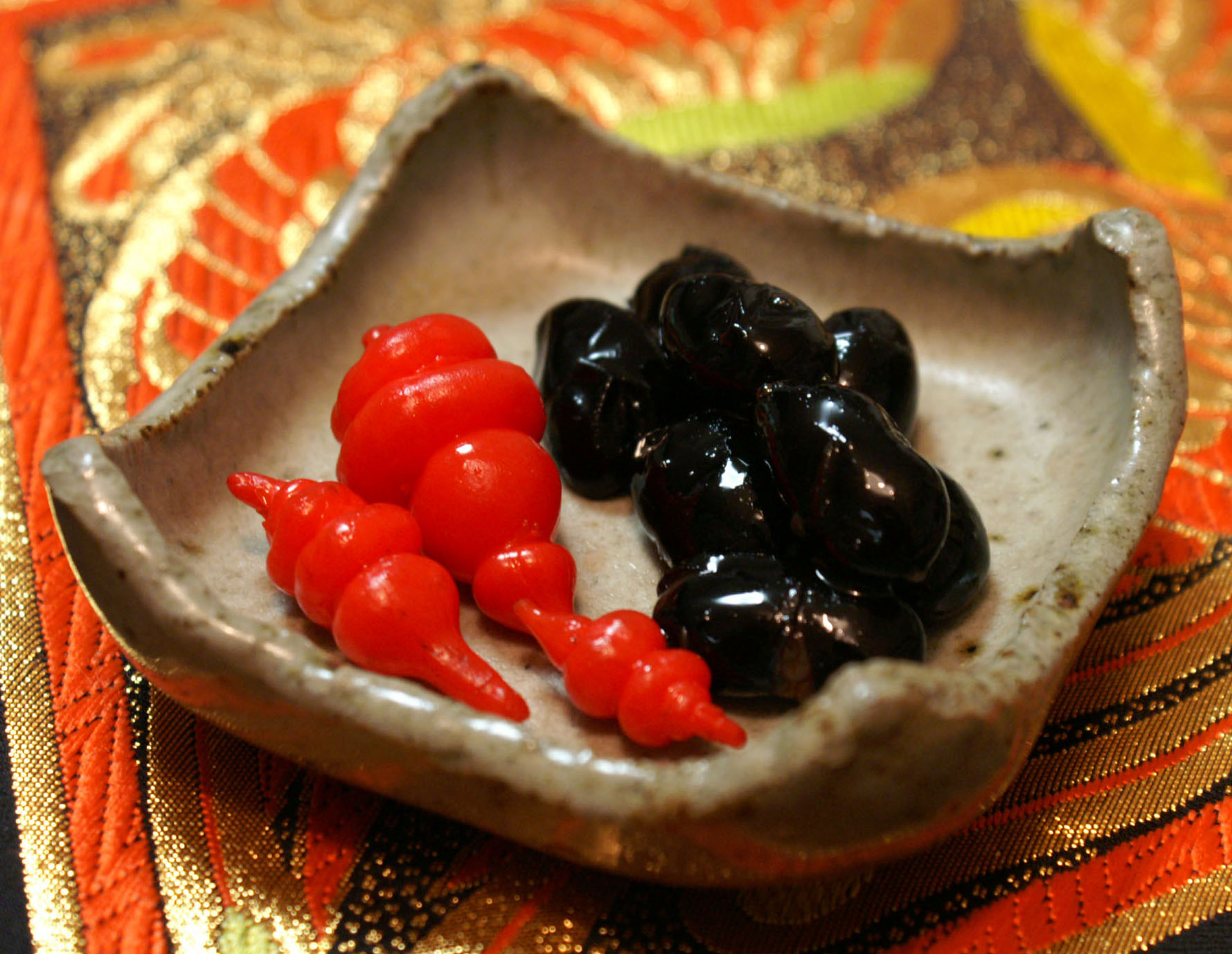
Crosnes teints et soja noir, tels que servis pour le nouvel an au Japon.

C'est le tubercule qui est consommé. Son aspect évoque celui des rhizomes du chiendent, en nettement plus charnu toutefois, et leur goût de noisette rappelle le salsifis, le topinambour ou l'artichaut selon la façon de les préparer. Les Anglo-saxons l'appellent d'ailleurs « artichaut chinois » (Chinese artichoke).

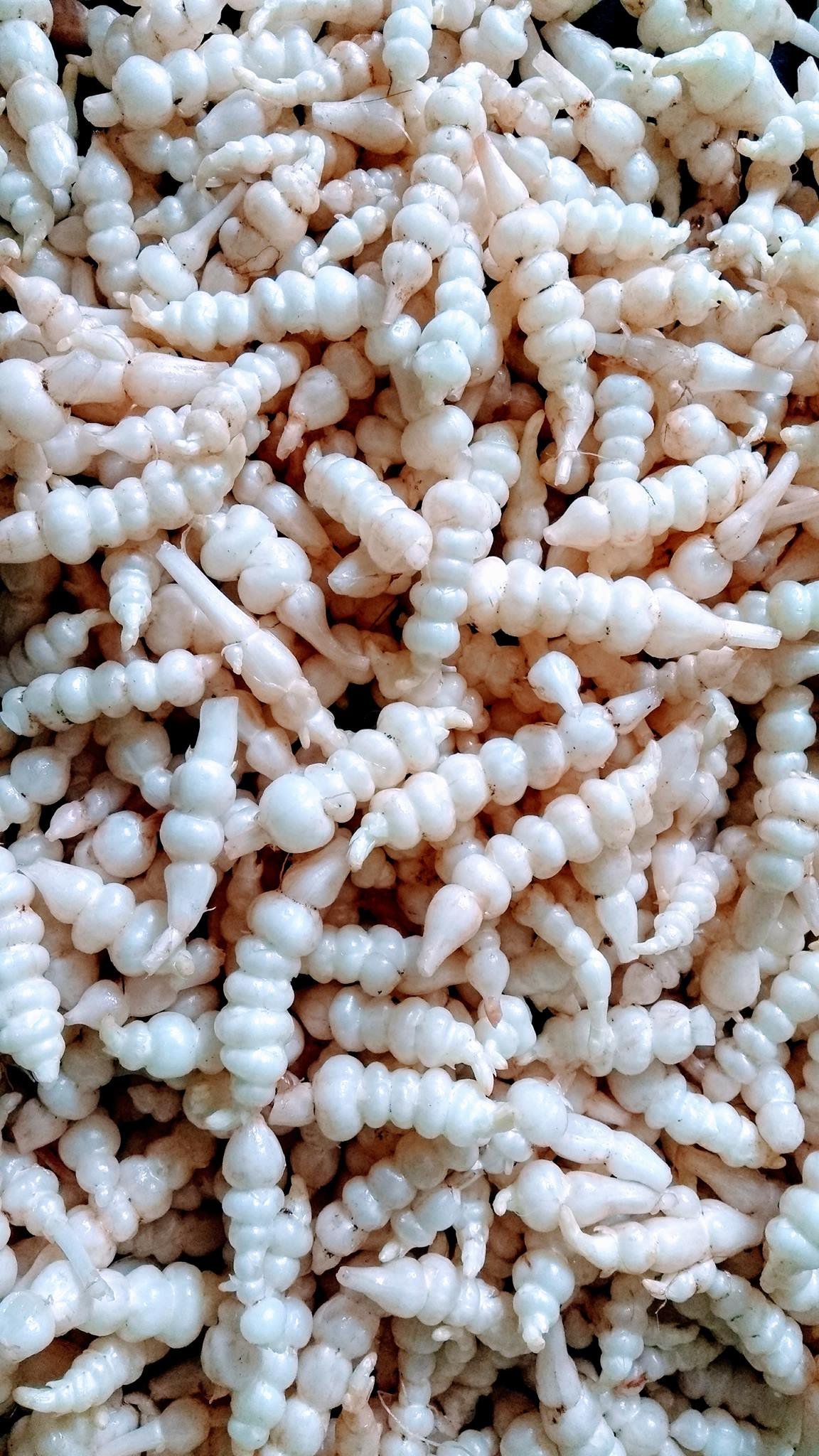
Crosnes du Japon destinés à l'usage culinaire.

Les Chinois quant à eux le consomment généralement saumuré, au vinaigre et parfois pimenté, au petit déjeuner, en accompagnement de la traditionnelle bouillie de riz, généralement fade. Ils permettent ainsi de relever le goût, parmi divers autres légumes saumurés.
Acheté ferme et blond, il peut être préparé de diverses façons : en sauce, en salade, en gratin...  Les tubercules sont lavés et frottés dans un linge avec du gros sel. Les eaux de lavage peuvent être citronnées afin de conserver au crosne sa blancheur. La cuisson doit être courte - 6 à 7 minutes à l'anglaise, sinon le légume perd sa tenue. On peut également le faire revenir à couvert dans du beurre demi-sel et un bouillon de volaille. Il faut que les tubercules soient très frais. Le crosne peut entrer dans la préparation d'osechi, plats traditionnels préparés pour le Nouvel An japonais.
On le trouve agrémenté de fèves et de girolles, sous la forme de plats préparés surgelés.
Le crosne contient un glucide particulier appelé stachyose. Ce polymère glucidique dérivé du galactose est peu digeste et peut être source de flatulences. Ce légume est aussi relativement riche en protéines et en bétaïne.